# Henri Lebert
Pour les articles homonymes, voir Lebert.
Henri Antoine Lebert, né à Thann (Haut-Rhin) en 1794 et décédé à Colmar en 1862, est un artiste-peintre et un dessinateur alsacien.
D'abord créateur de motifs floraux pour une manufacture d'impression sur étoffes à Munster (Haut-Rhin), il se tourne peu à peu vers la peinture à l'huile, d'abord comme peintre de fleurs, puis comme paysagiste. Il réalise également de nombreux dessins au lavis de sépia dans lesquels il met en scène la nature et les châteaux en ruines de la région.